# ТЕС Кемертон
ТЕС Кемертон — теплова електростанція на заході Австралії.
В 2005 році на майданчику станції ввели в дію дві встановлені на роботу у відкритому циклі газові турбіни загальною потужністю 261 МВт. В 2008-му ТЕС модернізували з доведенням її потужності до 310 МВт.
В 2018-му майданчик доповнили чотирма генераторними установками на основі двигунів внутрішнього згоряння потужністю по 1,8 МВт, які призначені для перезапуску енергосистеми у випадку блекауту.
Як паливо використовують природний газ, що надходить по трубопроводу Дампір – Банбері.
Для видалення продуктів згоряння призначені два димаря заввишки по 35 метрів.
Видача продукції відбувається під напругою 330 кВ.